# A Bloody Lucky Day
A Bloody Lucky Day (en hangul, 운수 오진 날; romanización revisada, Unsu ojin nal; literalmente, «Día del diagnóstico erróneo») es una serie de televisión surcoreana dirigida por Pil Gam-seong y protagonizada por Lee Sung-min, Yoo Yeon-seok y Lee Jung-eun. Se emite por el canal tvN desde el 20 de noviembre hasta el 19 de diciembre de 2023, los lunes y martes a las 22:30 (hora local coreana). La serie, original de TVING, también está disponible en esta plataforma: la primera parte (episodios 1-6) desde el 24 de noviembre, y la segunda parte (episodios 7-10) desde el 8 de diciembre.

## Sinopsis
Oh Taek es un taxista común y corriente, quien un día, después de soñar con un cerdo (que representa buena suerte), termina teniendo una jornada lucrativa pasando de un cliente a otro sin descanso. Cuando está a punto de terminar su día, recibe a su último cliente, Hyuk-soo, quien le ofrece un millón de wones para llevarlo a Mokpo. En realidad, el hombre es un asesino serial que intenta escapar del país. Oh Taek acepta, pero pronto se da cuenta de la verdadera naturaleza de su pasajero, al que además persigue la madre de una de sus víctimas. Ahora Oh Taek debe embarcarse en un viaje aterrador, utilizando toda su astucia e ingenio para sobrevivir.

## Reparto

### Principal
- Lee Sung-min como Oh Taek, un taxista al que le ofrecen un viaje a Mokpo por un millón de wones un día después de soñar con un cerdo.[6][7]
- Yoo Yeon-seok como Geum Hyeok-soo, un asesino serial que quiere escapar a Mokpo para no dejar rastro de su crimen.[6][8][9]
- Lee Jung-eun como Hwang Soon-kyu, una madre devastada que persigue al asesino de su hijo, Geum Hyuk-soo.[6][10]

### Secundario
- Ki Eun-soo como Koo Chae-ri, una rebelde que no escucha a su padre.[11]
- Han Dong-hee como Yoon Se-na, el primer amor de Geum Hyuk-soo.[12][13]
- Tae Hang-ho como Yang Seung-taek, un taxista compañero de Oh Taek.[14]
- Lee Kang-ji como el hijo de Soon-kyu.[15][16]
- Woo Mi-hwa como Jang Mi-rim, la exmujer de Oh Taek.[17]
- Hong Sa-bin como Oh Seung-hyeon, hijo de Oh Taek.
- Choi Deok-moon como Go Joo-hwan, jefe del equipo de mantenimiento de Somang Transportation, amigo de Oh-taek.[18]
- Jung Man-sik como Kim, el oficial de policía al que Hwang Soon-kyu pide ayuda.
- Lee Hwa-jung como la oficial de policía Lee.
- Joo Yeon-woo como Gong Cheon-seok, un estudiante de educación física, el novio actual de Yoon Se-na.[19]
- Shin Hyun-jong como el jefe de equipo.[20][21]

### Aparciones especiales
- Jeon Hyun-moo como él mismo (episodio 1).

## Producción
La serie es un producción propiciada por el acuerdo de asociación entre CJ ENM y Paramount Global, que a través de Paramount+ la transmitirá en Estados Unidos, Canadá, Reino Unido, Australia, América Latina, Brasil, Italia, Francia, Alemania, Suiza y Austria. Está basada en un popular webtoon del mismo título original coreano, escrito por Aporia (seudónimo de Choi Jun-hyuk) y serializado en Naver Webtoon con 25 episodios publicados entre mayo y octubre de 2020, aunque introduce personajes, como el de Soon-kyu, ausentes en el mismo. La columna sonora fue compuesta por Kim Tae-song.
La producción se anunció el 8 de febrero de 2023 como una serie original de la plataforma TVING; sin embargo, posteriormente se anunció que se emitiría desde el 20 de noviembre en tvN los lunes y martes, y que los episodios estarían disponibles también en TVING los viernes y sábados sucesivos a su emisión por tvN.
A Bloody Lucky Day fue invitada al 28.º Festival Internacional de Cine de Busan, donde se exhibieron sus dos primeros episodios en la sección On Screen. En la presentación de la producción, realizada en el teatro al aire libre del Centro de Cine de Busan, Yoo Yeon-seok declaró que había elegido el papel en un momento en que sintió la necesidad de interpretar personajes diferentes a los que venía haciendo, de personajes amables y sofisticados. Para Lee Sung-min también supuso un cambio notable respecto al papel anterior del presidente despiadado en The Youngest Son of a Chaebol Family, y tuvo dificultades para entrar en el papel de un hombre común y corriente, pese a que por su carácter, según el actor, se acerca a su verdadera personalidad.
El 1 de noviembre de 2023 se difundieron el segundo cartel y el segundo avance de la serie. El 16 de noviembre se presentó la producción en Seúl, con la presencia de los tres protagonistas. También se llevaron a cabo proyecciones especiales de los primeros episodios y encuentros del reparto con el público durante tres días, del 17 al 19 del mismo mes.

## Audiencia
| Temporada | Temporada | Episodio número | Episodio número | Episodio número | Episodio número | Episodio número | Episodio número | Episodio número | Episodio número | Episodio número | Episodio número | Promedio |
| Temporada | Temporada | 1               | 2               | 3               | 4               | 5               | 6               | 7               | 8               | 9               | 10              | Promedio |
| --------- | --------- | --------------- | --------------- | --------------- | --------------- | --------------- | --------------- | --------------- | --------------- | --------------- | --------------- | -------- |
|           | 1         | 860             | 634             | 467             | 398             | 370             | 393             | 357             | 483             | —               | —               | 495      |

| Episodio | Fecha de emisión        | Índice de audiencia Nielsen Korea | Índice de audiencia Nielsen Korea |
| Episodio | Fecha de emisión        | Nacional                          | Seúl                              |
| --- | ----------------------- | --------------------------------- | --------------------------------- |
| 1 | 20 de noviembre de 2023 | 4,109 % (1.ª)                     | 4,746 % (1.ª)                     |
| 2 | 21 de noviembre de 2023 | 2,656 %(2.ª)                      | 2,994 % (2.ª)                     |
| 3 | 27 de noviembre de 2023 | 2,135 % (1.ª)                     | 2,315 % (1.ª)                     |
| 4 | 28 de noviembre de 2023 | 2,146 % (2.ª)                     | 2,463 % (2.ª)                     |
| 5 | 4 de diciembre de 2023  | 1,920 % (3.ª)                     | 2,135 % (2.ª)                     |
| 6 | 5 de diciembre de 2023  | 2,389 % (2.ª)                     | 2,468 % (2.ª)                     |
| 7 | 11 de diciembre de 2023 | 2,105 % (2.ª)                     | 2,285 % (2.ª)                     |
| 8 | 12 de diciembre de 2023 | 2,668 % (2.ª)                     | 3,330 % (2.ª)                     |
| 9 | 18 de diciembre de 2023 | 2,17 % (1.ª)                      | ND                                |
| 10 | 19 de diciembre de 2023 | 2,41 % (2.ª)                      | ND                                |
| Promedio | Promedio                | 2,471 %                           | 2,842 %                           |
| - En la tabla superior, los números azules representan las calificaciones más bajas y los números rojos representan las más altas. - Esta serie se transmite en un canal de cable/televisión de pago, que normalmente tiene una audiencia menor respecto a las emisoras de televisión públicas/gratuitas (KBS, SBS, MBC y EBS). |                         |                                   |                                   |

## Crítica
Cheon Yun-hye (MTN Money Today) escribe que «ha nacido un thriller que no te permitirá dejar de estar nervioso ni por un momento. Las excelentes actuaciones de los actores se sumaron a la apasionante historia, creando una obra muy completa». Aunque no parece que haya mucho que mostrar en el espacio limitado de un taxi, la tensión se mantiene con los cambios psicológicos de los personajes, y también fuera de aquel, gracias a uno que no estaba en el webtoon original, el de la madre Hwang Soon-kyu. La trama «se centra en cómo la locura de un personaje que originalmente tenía tendencias psicopáticas se expresa cuando sufre daño cerebral y ya no siente dolor ni culpa». Cheon Yun-hye destaca asimismo que las actuaciones de los tres protagonistas son cruciales en la serie, y señala en particular el trabajo de Yoo Yeon-seok.